# Nathalia Holt

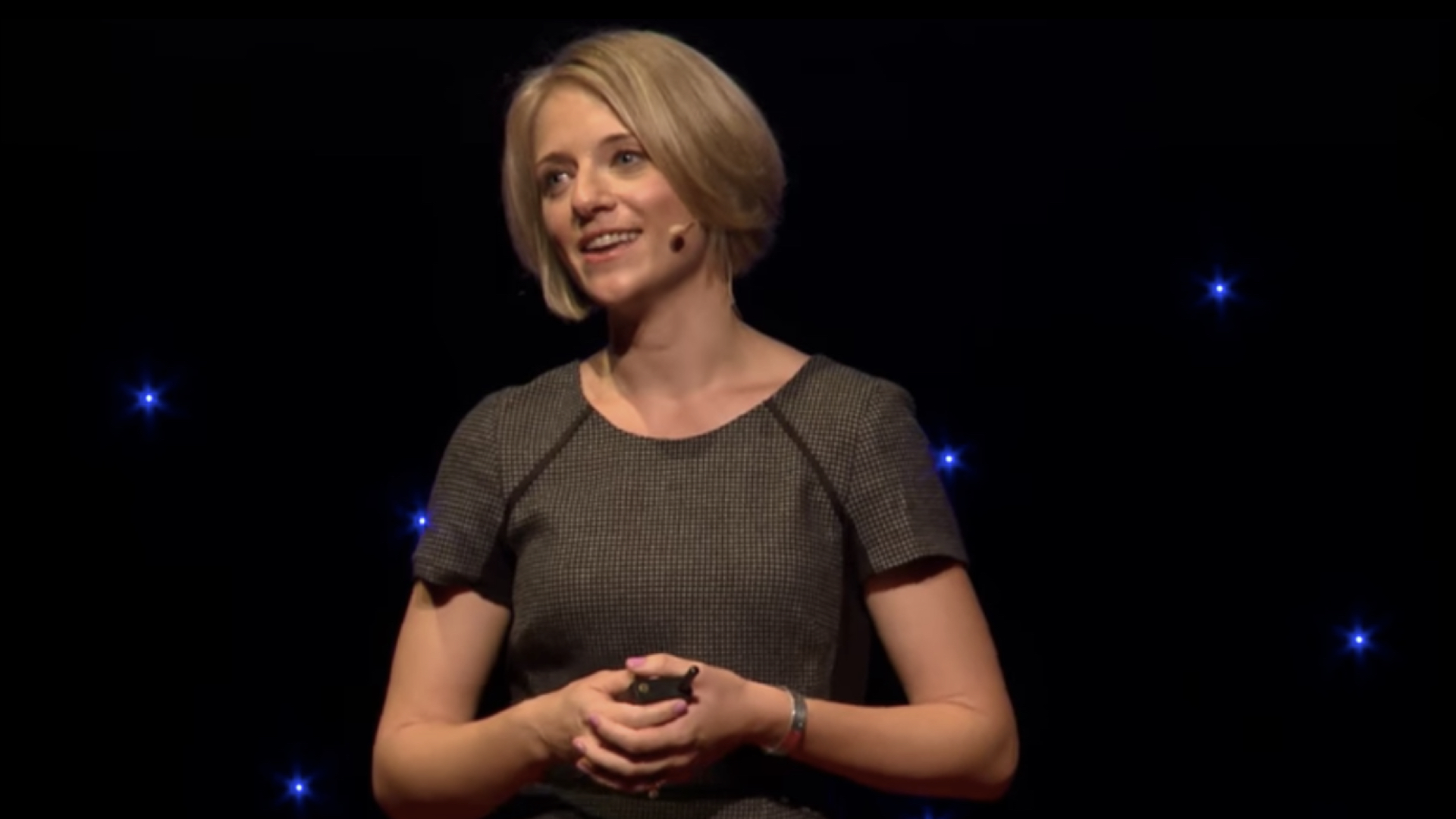
Nathalia Holt, 2018

Nathalia Holt (* 13. Dezember 1980) ist eine US-amerikanische Wissenschaftsjournalistin und Sachbuchautorin.

## Leben
Holt studierte am Ragon Institute of MGH, MIT and Harvard, der University of Southern California und der Tulane University Mikrobiologie und erhielt ihren Ph.D. mit einer Dissertation über HIV-Gentherapie. Ihre Artikel erscheinen u. a. in The New York Times, The Los Angeles Times, The Atlantic, Slate, Popular Science, und Time. Sie lebt mit ihrem Mann und zwei Töchtern in Boston.
In ihrem ersten Sachbuch Cured beschreibt sie zwei berühmte Fälle der HIV-Forschung, die gemeinsam als The Berlin Patient bekannt wurden. Der erste, anonym gebliebene deutsche Patient, erhielt 1998 in Berlin eine experimentelle Therapie, worauf auch ohne antiretrovirale Therapie das HI-Virus fast nicht mehr nachweisbar war. Der zweite Patient, Timothy Ray Brown, gilt nach einer Stammzelltransplantation als von HIV geheilt.
In ihrem zweiten Sachbuch Rise of the Rocket Girls schreibt sie über die ersten Mathematikerinnen und Wissenschaftlerinnen bei NASA. Inspiriert dazu wurde sie durch die Biografie von Eleanor Francis Helin, einer Astronomin am Jet Propulsion Laboratory. Das Buch ist ein The New York Times Bestseller.

## Werke
- The Beast in the Clouds. The Roosevelt Brothers’ Deadly Quest to find the Mythical Giant Panda . Atria, New York 2025, ISBN 978-1-6680-2774-5.
- Rise of the Rocket Girls. Little, Brown and Company, New York City 2016, ISBN 978-0-316-33892-9 (338 S.).
- Cured: The People Who Defeated HIV. Dutton Penguin, 2014, ISBN 978-0-525-95392-0 (336 S.).